# Patativa-da-amazônia
Sementeiro-do-páramo, cigarra-do-páramo ou patativa-da-amazônia (Catamenia homochroa) é uma espécie de ave da família Emberizidae.
Pode ser encontrada nos seguintes países: Bolívia, Brasil, Colômbia, Equador, Peru e Venezuela. Seus habitats naturais são: regiões subtropicais ou tropicais húmidas de alta altitude, matagal tropical ou subtropical de alta altitude e florestas secundárias altamente degradadas.